# Новий Двур (Бродницький повіт)
Новий Двур (пол. Nowy Dwór, нім. Neuhof bei Strasburg) — село в Польщі, у гміні Бродниця Бродницького повіту Куявсько-Поморського воєводства.
Населення — 124 особи (2011).
У 1975-1998 роках село належало до Торунського воєводства.

## Демографія
Демографічна структура станом на 31 березня 2011 року:
|          | Загалом | Допрацездатний вік | Працездатний вік | Постпрацездатний вік |
| -------- | ------- | ------------------ | ---------------- | -------------------- |
| Чоловіки | 66      | 17                 | 42               | 7                    |
| Жінки    | 58      | 9                  | 35               | 14                   |
| Разом    | 124     | 26                 | 77               | 21                   |